# الجبهة الإعلامية الإسلامية العالمية

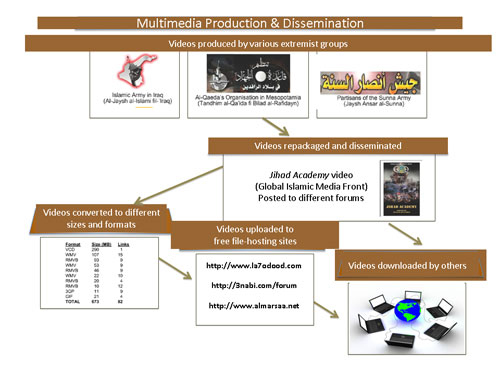
رسم بياني من إنتاج مكتب التحقيقات الفيدرالي يوضح عملية الإنتاج والنشر المعروفة لمقاطع الفيديو.

الجبهة الإعلامية الإسلامية العالمية هي منظمة دعاية إسلامية مرتبطة بتنظيم القاعدة والجماعات الجهادية الأخرى. متخصصة في إنتاج المواد الجهادية للتوزيع. وهي واحدة من عدة منظمات يستخدمها الجهاديون لنشر المعلومات عبر الإنترنت، بما في ذلك منظمة السحاب.
كانت عبارة عن منصة لتوزيع الإصدرات والأخبار في 29 يونيو 2001 في إحدى مساحات المجموعات الافتراضية التي توفرها ياهو مجانًا لمستخدمي حساب البريد الإلكتروني الخاص بها وتبعها موقع ويب لاحقًا. يتطلب الوصول إلى مواده كلمة مرور. بعد ستة أشهر من إنشائه، كان لديه أكثر من 600 مشترك، وهو رقم نما باستمرار حتى وصل إلى 7400 في 2004. وكان يدير المنصة رجل من كندا يلقب بـ «أبو بنان». في مايو 2004، بعد نشر مقطع فيديو يظهر قطع رأس المقاول الأمريكي نيك بيرج في العراق من قبل أبي مصعب الزرقاوي، اختفى الموقع بعد أن استهدفه قراصنة مجهولون.

## صوت الخلافة
صوت الخلافة هو المنشور الرئيسي الذي صدر عن المنصة، وهو عبارة عن نشرة أخبار فيديو جهادية على الإنترنت ظهرت لأول مرة في عام 2005. وكانت نهجًا جديدًا اتبعته القاعدة للوصول إلى الجمهور. وبدلاً من الاعتماد على شبكات التلفزيون ووسائل الإعلام الأخرى لنشر مقاطع الفيديو الخاصة بها، مكّن صوت الخلافة الجهاديين من نشر الرسائل والدعاية دون رقابة.